# محاكمة لايبزيغ

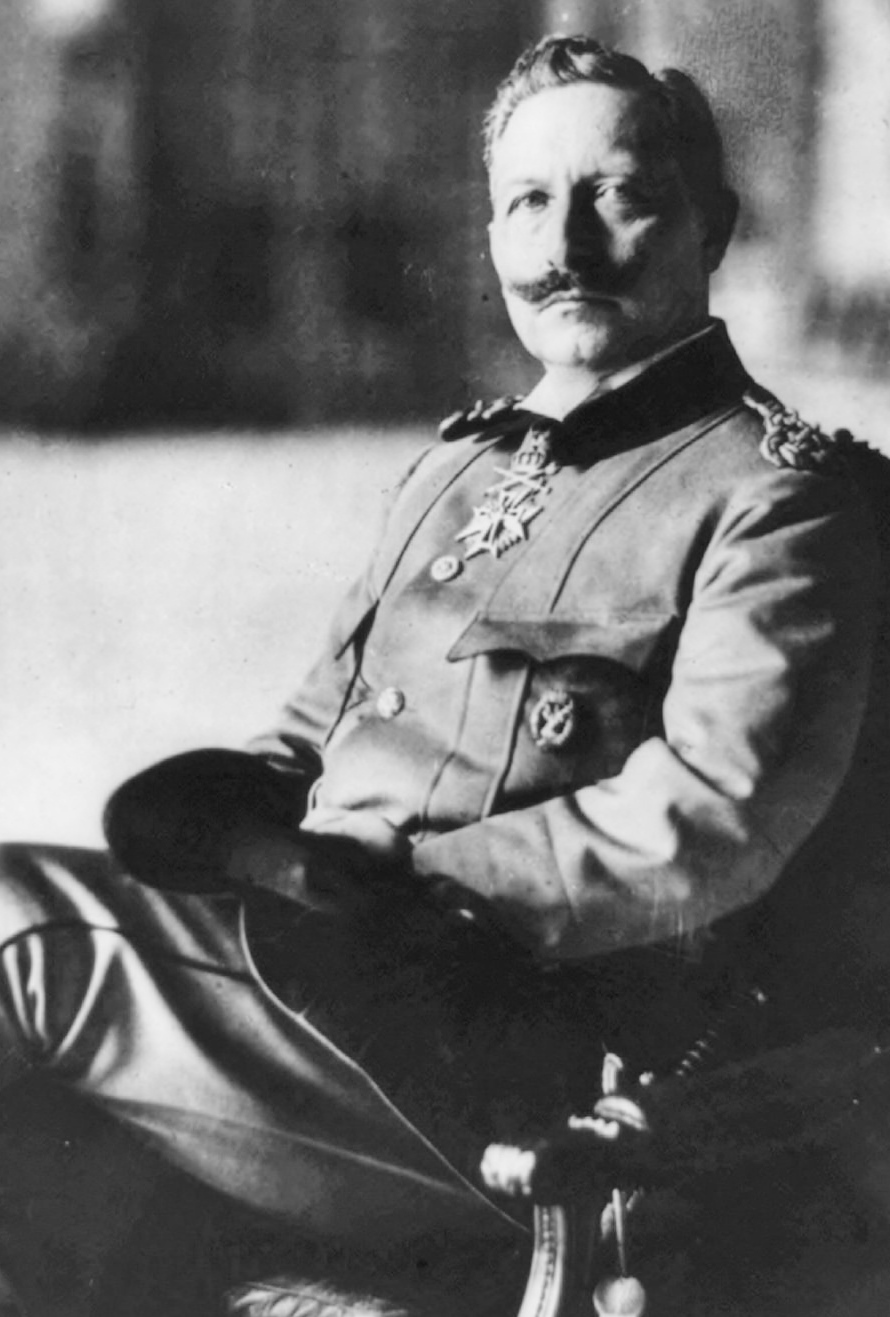
طلبت قوات التحالف تسليم إمبراطور ألمانيا فيلهام الثاني، وتم رفض طلبهم من قبل الحكومة الهولندية.

محاكمة لايبزيغ (بالألمانية: Leipziger Prozesse)، هي محاكمة عسكرية ألمانية رمزية حدثت سنة 1921 في مدينة لايبزيغ، وكانت قوات الحلفاء المكونة من 5 دول وهي الولايات المتحدة، فرنسا، المملكة المتحدة، إيطاليا واليابان، طلبت من النظام الألماني تسليم قائمة تضم 900 عسكرياً ألمانياً زعمت التحالف أنهم ارتكبوا جريمة حرب ضد الإنسانية أثناء فترة الحرب العالمية الأولى، فرفضت ألمانيا طلب قوات الحلفاء، كما طلب الحلفاء من الحكومة الهولندية تسليم فيلهلم الثاني الذي لجأ إليها، فرفضت الطلب الهولندي تمسكاً للحياد.

## المحاكمة في لايبزيغ
تلقت دول التحالف رسالة من النظام الألماني، يؤكد فيه محاكمة ضباطاً كبار في الأراضي الألماني، وتم تكليف قضاة المحكمة وفريق الإدعاء العام لمحاسبة رموز الجيش الألماني، فحملت ألمانيا 45 عسكرياً ألمانيا تمهيداً لمحاكمتها، وتم إحضار 12 عسكرياً ألمانياً، وبعد المحاكمة تم تبرئة الضباط من جريمة الحرب، بينما تم حبس بعض الضباط الذين انتهكوا حقوق الإنسان ومعاملة أسرى الحرب.